# Kia EV5
Der Kia EV5 ist ein batterieelektrisch angetriebenes SUV des südkoreanischen Automobilherstellers Kia. Das Modell ist zwischen dem Kia EV3 und EV9 positioniert. Technisch ist es eng mit dem im Mai 2025 für China vorgestellten EO von Hyundai verwandt.

## Geschichte
Im März 2023 präsentierte Kia das Konzept des EV5 in China. Im August 2023 wurde die Serienversion auf der Chengdu Motor Show vorgestellt. Zunächst erfolgte der Marktstart in China Ende 2023, gefolgt von Australien, Brasilien, Neuseeland und weiteren Ländern im Laufe des Jahres 2024. In Europa wird das Modell zum Jahreswechsel 2025/26 angeboten.

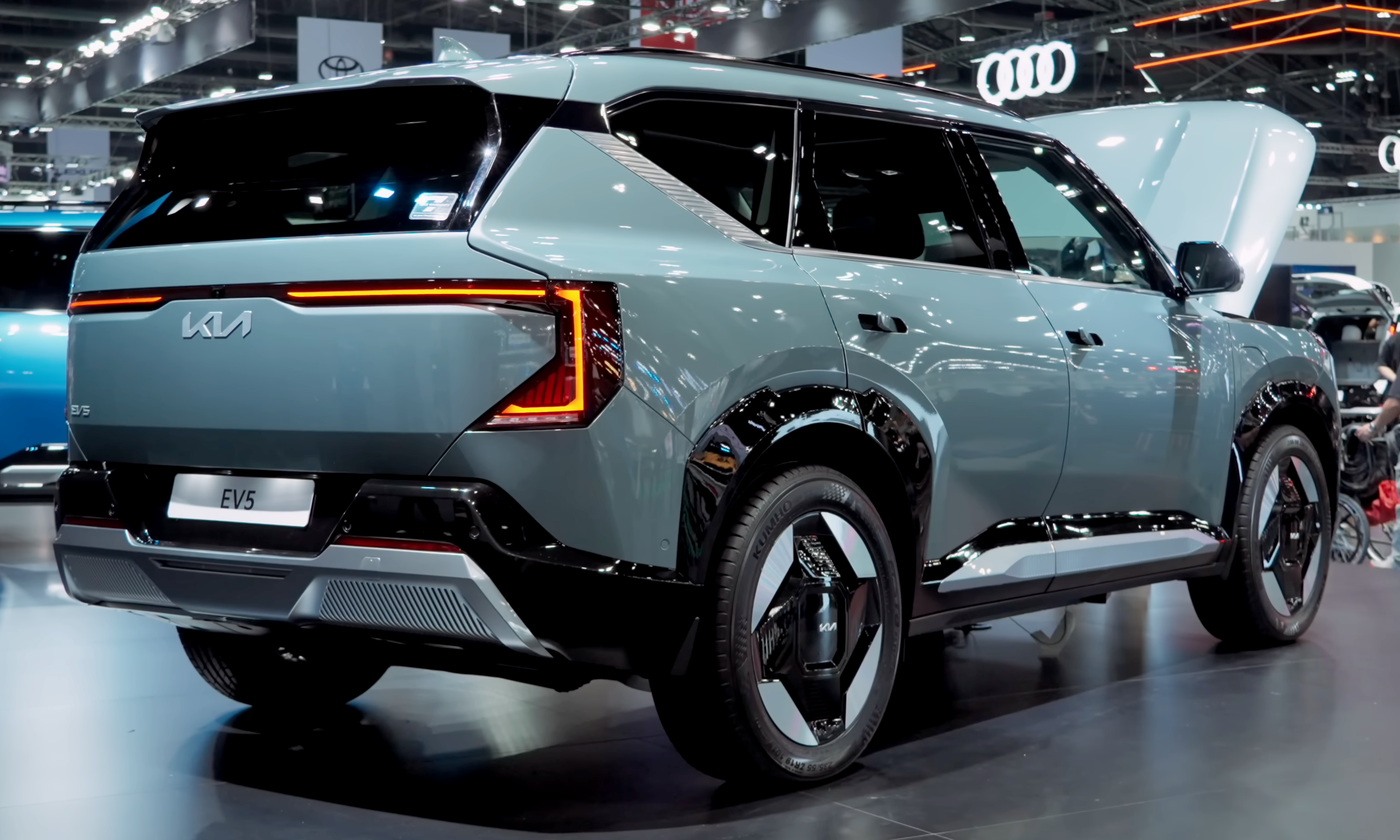
Heckansicht
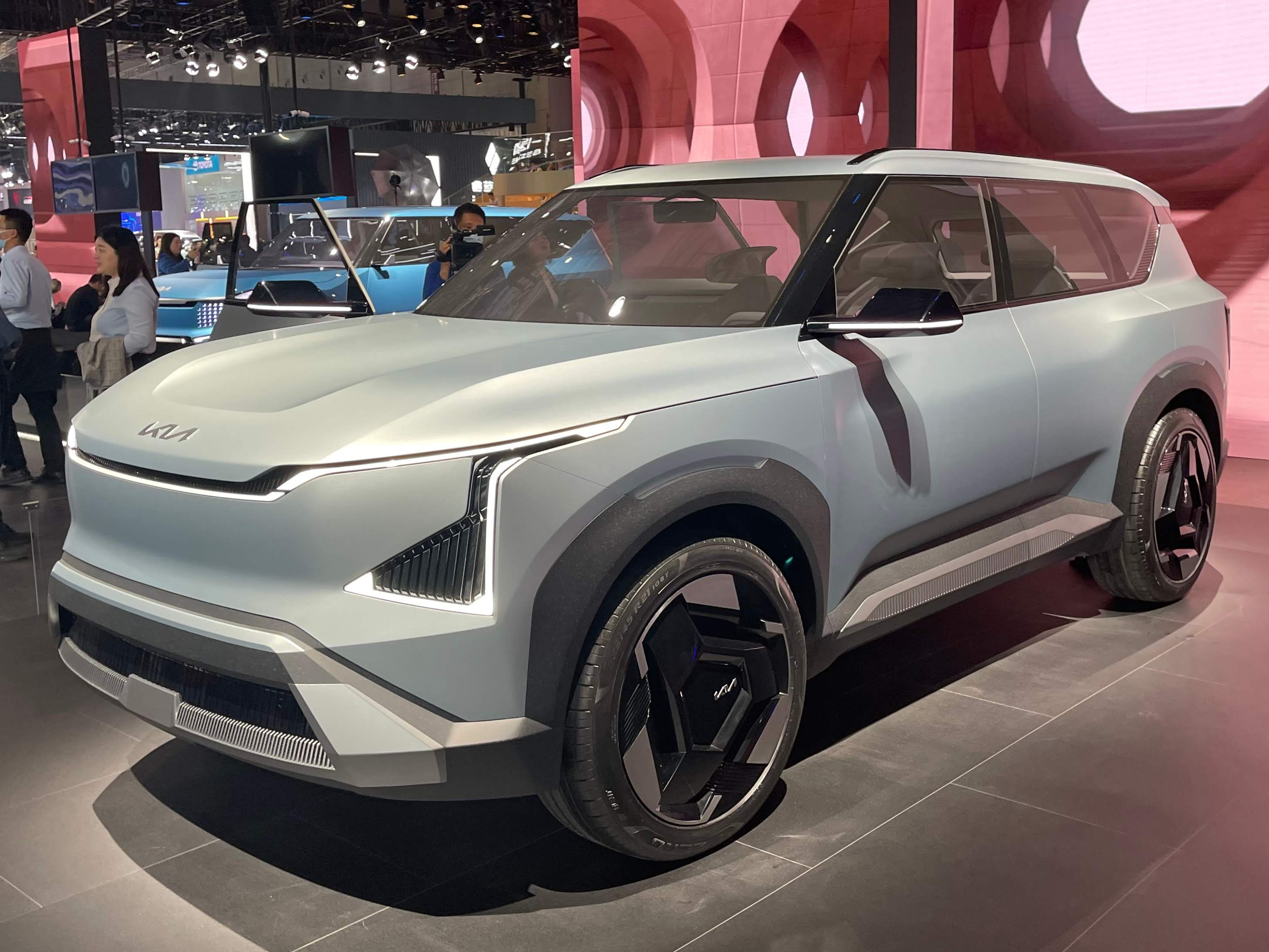
Kia EV5 Concept (2023)
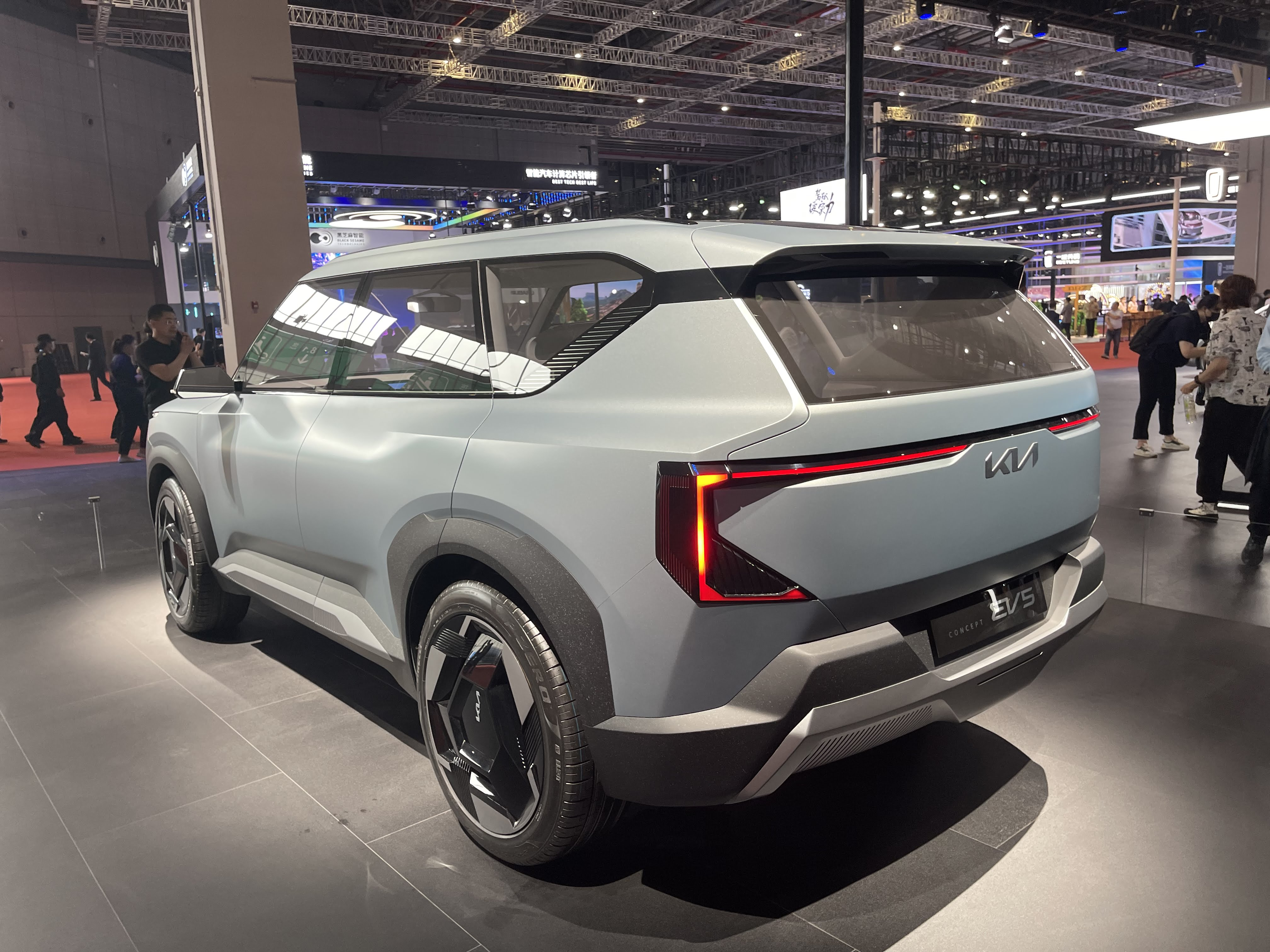
Heckansicht

## Technik
Wie die anderen Modelle der neuen Elektroautogeneration von Kia nutzt der 4,62 m lange EV5 die Electric Global Modular Platform (E-GMP) der Muttergesellschaft Hyundai Motor Group auf Basis eines 400-Volt-Systems. Zur Wahl stehen Akkuvarianten mit 64,2 kWh, 81,4 kWh oder 88,1 kWh, wobei nicht alle drei auf allen Märkten angeboten werden. Die Reichweite der Version mit 81,4 kWh wird gemäß WLTP-Messzyklus mit bis zu 530 km angegeben. Sie erreicht eine Gleichstrom-Ladeleistung von bis zu 150 kW. Alle Varianten sollen in rund 30 Minuten von 10 auf 80 Prozent aufgeladen werden können. Als Motorisierung ist ein Elektromotor mit einer Leistung von 160 kW (218 PS) und 295 Nm Drehmoment verfügbar, der die Vorderräder antreibt. Eine stärkere Version leistet 230 kW (313 PS). Die Höchstgeschwindigkeit liegt bei 165 km/h, die maximale Anhängelast beträgt 1200 kg. Die Beschleunigungszeit von 0 auf 100 km/h wird mit 8,4 s angegeben.
Technisch wie auch im Innenraum ähnelt der EV5 dem EV3: Auf dem Armaturenbrett befindet sich eine breite Displayoberfläche, eingeteilt in zwei je 12,3 Zoll große und eine 5,3 Zoll große Displayeinheit, die die Instrumententafel, die Klimatisierungssteuerung und das Infotainmentsystem vereint. Das Kofferraumvolumen beträgt 566 bis 1650 Liter. Hinzu kommt ein 44 Liter großes Ablagefach unter der Fronthaube („Frunk“).
Der EV5 hat vorne MacPherson-Federbeine und hinten eine Mehrlenkerachse.